# Marius Bodea
Marius Bodea (n. 9 iunie 1976, Iași, România) este un economist, manager și om politic român. În anul 2012 devine Director General al Aeroportului Internațional Iași.

## Biografie
Marius Bodea s-a născut în 1976, în municipiul Iași.

### Educație, studii
După absolvirea Liceului Teoretic „Costache Negruzzi” din Iași, profilul Matematică – Fizică (1994), a urmat cursurile Facultății de Economie și Administrarea Afacerilor, specializarea Management din cadrul Universității „Alexandru Ioan Cuza” din Iași (1994-1999), precum și un masterat în Managementul Resurselor Umane. 
A urmat apoi cursuri de specializare - perfecționare în mai multe domenii: broker certificat de C.N.V.M., Abilități de vânzare (Centrul de Dezvoltare Managerială - România, Roffey Park Institute - Great Britain), Comunicare și Relații Publice (Institutul Național de Administrație, Centrul Regional de Formare Continuă Iași), Managementul Supravegherii Pieței, Programul Întărirea Supravegherii Pietei și Protecția Consumatorilor (European Profiles).

### Activitate profesională
Încă din perioada facultății, a lucrat ca broker la TGH Investment S.A. Iași (1996-1999). După absolvirea studiilor universitare, este angajat ca economist în cadrul Biroului Resurse Umane, acționariat al SCCF – Grup Colas Iași (1999-2001), companie unde lucra și tatăl său (acționar cu un pachet de circa 0,5%) . Îndeplinește apoi funcțiile de șef Rețea Stații PECO și responsabil cu relațiile publice la SNP Petrom S.A., sucursala Iași (2001-2003) și reprezentant vânzări și marketing pentru zona Moldova al SC Lafarge Agregate-Betoane S.A. București, Divizia Agregate (2003-2005).
În mai 2005 a fost numit în funcția de Director Executiv al Oficiului Județean Iași al Autorității Naționale pentru Protecția Consumatorilor..
La data de 9 mai 2007, conform HG nr. 417/2007, Guvernul Tăriceanu l-a numit pe Marius Bodea în funcția de subprefect al județului Iași.
Subprefectul Marius Bodea a fost numit de către Guvern în funcția de prefect interimar al județului Iași la data de 20 februarie 2008 , înlocuindu-l pe fostul prefect interimar Nicușor Păduraru. El urma să exercite funcția publică, cu caracter temporar, până la încetarea suspendării din funcție a titularului postului, Radu Prisăcaru. 
La data de 20 noiembrie 2008, Marius Bodea a câștigat concursul pentru ocuparea funcției de subprefect pe care îl ocupase fără concurs, fără a avea nici un contracandidat.
În 2012 a devenit Director General la Aeroportul Internațional Iași.

## Activitatea politică
Este un deputat român ales în 2016, în circumscripția electorală Iași, din partea PNL. De profesie economist, a fost prefect al județului Iași, și a îndeplinit funcția de Președinte al Consiliului de Administrație al R.A. Aeroportul Internațional Iași. În 2020, după ce Mihai Chirica a fost primit în PNL, Bodea a demisionat din partid și a fost primit în USR, care l-a acceptat și drept candidat din partea Alianței USR-PLUS pentru președinția Consiliului Județean Iași.